# 와쿠테카 Take a chance
《와쿠테카 Take a chance》(ワクテカ Take a chance 와쿠테카 테이크 어 찬스[*])는 2012년 10월 10일 발매된 모닝구무스메의 쉰한 번째 싱글이다.

## 개요
- 일년에 4매 싱글을 내는 것은 2009년 이래.
- 「와쿠테카 Take a chance」는 2012년 8월 31일에 모닝구무스메。의 공식 유튜브 채널로 첫 피로되었다.
- 초회한정반 A, B, C, D, E, F, 통상반의 7 형태로 발매.
- 초회한정반 A, C, E에는 DVD가 같이 수록되고 있다.
- 모든 초회한정반에는 이벤트 추첨 일련 번호 카드가 봉입되고 있다.

## 수록곡

### CD
통상반
1. ワクテカ Take a chance
작사, 작곡 : 층쿠 / 편곡 : 오쿠보 카오루
2. Loveイノベーション
작사, 작곡 : 층쿠 / 편곡 : 코노 신
3. ワクテカ Take a chance (Instrumental)

초회한정반 A,B
1. ワクテカ Take a chance
2. 普通の少女A
작사, 작곡 : 층쿠 / 편곡 : 히라타 쇼이치로 / 노래 : 다나카 레이나, 사토 마사키, 쿠도 하루카
3. ワクテカ Take a chance (Instrumental)

초회한정반 C,D
1. ワクテカ Take a chance
2. 大好き100万点
작사, 작곡 : 층쿠 / 편곡 : 다카하시 유이치 / 노래 : 후쿠무라 미즈키, 이시다 아유미
3. ワクテカ Take a chance (Instrumental)

초회한정반 E,F
1. ワクテカ Take a chance
2. 信念だけは貫き通せ!
작사, 작곡 : 층쿠 / 편곡 : 이타가키 유스케 / 노래 : 미치시게 사유미, 이쿠타 에리나, 사야시 리호, 스즈키 카논, 이이쿠보 하루나
3. ワクテカ Take a chance (Instrumental)

### DVD
초회한정반 A
1. ワクテカ Take a chance (Close-up Ver.)

초회한정반 C
1. ワクテカ Take a chance (Upper Light Ver.)

초회한정반 E
1. ワクテカ Take a chance (Close-up モーニング娘。 Ver.)

## 차트
- 일간최고순위 1위 (오리콘 차트)
- 주간최고순위 3위 (오리콘 차트)